# Blackburn-díj
A Blackburn-díjat (Susan Smith Blackburn Prize) 1978-ban alapították, amelyet minden évben az a legkimagaslóbb angol nyelvű színházi darab érdemel ki, melyet női szerző írt. A döntőbizottság három brit és három amerikai irodalmárból áll. A díjátadó ünnepséget, melyre minden döntőst meghívnak, felváltva tartják Londonban, New York-ban és Houstonban.
A díj mellé 22000$-t osztanak szét a döntősök között: Első díj - 10000$, Különleges ajánlás - 2000$, egyéb döntős - 1000$. Az alapítvány rendszeresen kap hozzájárulásokat Susan közeli barátaitól és másoktól, akik felismerték a díj jelentőségét. Willem de Kooning, Susan egyik barátja és csodálója, egy különleges kiadást hozott létre a győztesek, a döntőbírák, rendezők és fő közreműködők aláírásával.
A pályázó darabok jelentkezését szeptemberig fogadják el és a díjkiosztásra februárban vagy márciusban kerül sor. A világ legjelesebb szerzői képviseltetik magukat az eseményen. Minden művet elfogadnak függetlenül attól, hogy az ki lett-e adva, azonban minden első műnek számító darab a versenyt megelőző 12 hónapban kellett, hogy szülessen. Minden szöveget legalább három ember olvas el a nemzetközi olvasóbizottságból, hogy kiválasszanak végül 10-12 művet a döntőbe. Ezután minden döntős művet elolvas mind a hat zsűritag. Korábbi díjazottak nem szerepelhetnek.
A döntősök listájába bekerülni is nagy elismerésnek számít. A díj előmozdította a színházi darabok női szerzőinek számát, valamint segítette az Egyesült Királyság, Írország, az Egyesült Államok és más angolul beszélő államok közötti színházi darabok szabad vándorlását. Nyolc döntős nyert eddig (2016) Pulitzer-díjat dráma kategóriában: Beth Henley, Marsha Norman, Wendy Wasserstein, Paula Vogel, Margaret Edson, Suzan-Lori Parks, Lynn Nottage és Annie Parker.

## Díjazottak
(Az első díjasok félkövérrel, a különleges ajánlást nyertek † kereszttel  vannak jelölve)

### 1970-es évek
- 1978-79 Mary O'Malley — Once a catholic
  - † Marsha Norman — Getting Out
  - Tina Brown
  - Leigh Curran
  - Pam Gems
  - Joanna Glass
  - Valerie Harris
  - Lenka Janiurek
  - Terri Wagener
  - Wendy Wasserstein
  - Olwen Wymark
- 1979-80 Barbara Schneider — Details without a map
  - † Beth Henley — Crimes of the heart (A szív bűnei)
  - Caryl Churchill
  - Nancy Donohue
  - Mary Gallagher
  - Tina Howe
  - Susan Miller
  - Philomena Muinzer
  - Edna O'Brien
  - Karen Duke Sturges
  - Victoria Wood
  - Olwen Wymark

### 1980-as évek
- 1980-81 Wendy Kesselman — My sister in this house
  - † Joanna Glass — To grandmother's house we go
  - Julie Bovasso
  - Susan Dworkin
  - Ann Jellicoe
  - Julia Kearsley
  - Shirley Lauro
  - Bryony Lavery
  - Lavonne Mueller
  - Sybille Pearson
  - Barbara Schneider
  - Alison Watson
- 1981-82 Nell Dunn — Steaming
  - † Paula Cizmar — Death of a miner
  - Elizabeth Diggs
  - J. e. Franklin
  - Catherine Hayes
  - Shirley Kaplan
  - Margaret Keilstrup
  - Emily Mann
  - Grace McKeaney
  - Adele Edling Shank
  - Susan Todd és Ann Mitchell
  - Wendy Wasserstein
- 1982-83 Marsha Norman — 'Night, Mother (Jóccakát, anya!)
  - † Caryl Churchill — Top girls
  - Paula Cizmar
  - Kathleen Collins
  - Carol Ann Duffy
  - Barbara Field
  - Nancy Fales Garrett
  - Julia Kearsley
  - Carol Mack
  - Donna de Matteo
  - Louise Page
  - Adele Edling Shank
- 1983-84 Caryl Churchill — Fen
  - † Lynn Siefert — Coyote ugly
  - Pearl Cleage
  - Rosalyn Drexler
  - Shirley Gee
  - Joanna Glass
  - Tina Howe
  - Gail Kriegel
  - Marsha Norman
  - Terry Wagener
- 1984-85 Shirley Gee — Never in my lifetime
  - † Sharman MacDonald — When I was a girl I used to scream and shout
  - Mary Elizabeth Burke-Kennedy
  - Kathleen Cahill
  - Helen Cooper
  - Debbie Horsfield
  - Cindy Lou Johnson
  - Emily Mann
  - Anne McGravie
  - Louise Page
  - Christina Reid
  - Susan Rivers
- 1985-86 Anne Devlin — Ourselves alone
  - † Mary O'Malley — Talk of the devil
  - Constance Congdon
  - Maria Irene Fornes
  - Pam Gems
  - Velina Hasu Houston
  - Barbara Lebow
  - Melissa Murray
  - Aishah Rahman
  - Kristine Thatcher
  - Jane Thornton
- 1986-87 Mary Gallagher — How to say goodbye és Ellen McLaughlin — A narrow bed
  - † Leonora Thuna — Fugue
  - Kathleen Collins
  - Helen Cooper
  - Cindy Lou Johnson
  - Rosie Logan
  - Marlane G. Meyer
  - Lavonne Mueller
  - Melissa Murray
  - Milcha Sanchez-Scott
- 1987-88 Caryl Churchill — Serious money
  - † Elizabeth Diggs — Saint Florence
  - Kay Adshead
  - Kathleen Clark
  - Barbara Damashek
  - Maria Irene Fornes
  - Judy GeBauer
  - Beth Henley
  - Jacqueline Holborough
  - Casey Kurtti
  - Julia Schofield
- 1988-89 Wendy Wasserstein — The Heidi Chronicles
  - † Timberlake Wertenbaker — Our country's good
  - Anne Commire
  - Trista Conger
  - Barbara Field
  - Lucy Gannon
  - Nikki Harmon
  - Cassandra Medley
  - Marlane Meyer
  - Susan Miller
  - Elizabeth Wyatt
  - Sheila Yeger
- 1989-90 Lucy Gannon — Keeping Tom nice
  - † Winsome Pinnock — The geography of luck
  - Jo Carson
  - Donna Franceschild
  - J. e. Franklin
  - Mary Gallagher
  - Lillian Garrett
  - Shirley Gee
  - Wendy Kesselman
  - Ellen McLaughlin
  - Marlane Meyer
  - Shay Youngblood

### 1990-es évek
- 1990-91 Rona Munro — Bold girls és Cheryl West — Before it hits home
  - † Migdalia Cruz — The have-little
  - Jane Anderson
  - Sherry Coman
  - Adrienne Kennedy
  - Maureen Lawrence
  - Sharman MacDonald
  - Gillian Richmond
  - Sheila Yeger
- 1991-92 Timberlake Wertenbaker — Three birds alighting on a field
  - † Lynn Siefert — Little Egypt
  - Jane Anderson
  - Lynda Barry
  - Sue Glover
  - Catherine Johnson
  - Mary Lathrop
  - Shirley Lauro
  - Claire Luckham
  - Winsome Pinnock
  - Elizabeth Swados
  - Paula Vogel
- 1992-93 Marlane Meyer — Moe's lucky seven
  - † Jane Anderson — Hotel Oubliette
  - J. e. Franklin
  - Endesha Ida Mae Holland
  - Clare McIntyre
  - Nu Quang
  - Anna Reynolds és Moira Buffini
  - Anna Deavere Smith
  - Susan Sontag
  - Kay Trainor
  - Paula Vogel
  - Wendy Wasserstein
- 1993-94 Jane Coles — Backstroke in a crowded pool
  - † Lesley Bruce — Keyboard skills és †Lisa Loomer — The waiting room
  - Helen Edmundson
  - Nicola Baldwin
  - Ruby Dee
  - Christina de Lancie
  - Pearl Cleage
  - Amy Freed
  - Lois Meredith
  - Anna Deavere Smith
  - Margaret Edson
- 1994-95 Susan Miller — My left breast, Kristine Thatcher — Emma's child és Naomi Wallace — In the heart of America
- (nincs hivatalos első helyezett, mindhárom szerző 2500 dollárt kapott fejenként)
  - Ann Marie Di Mambro
  - Maureen Lawrence
  - Barbara Lebow
  - Sally Nemeth
  - Theresa Rebeck
  - Jacquelyn Reingold
- 1995-96 Naomi Wallace — One flea spare
  - † Leslie Ayvazian — Nine Armenians és †Phyllis Nagy — Disappeared
  - Pearl Cleage
  - Constance Congdon
  - Elizabeth Egloff
  - Barbara Lebow
  - Sharman MacDonald
  - Tamsin Oglesby
  - Rose Scollard
  - Paula Vogel
  - Erin Cressida Wilson
- 1996-97 Marina Carr — Portia Coughlan
  - † Pam Gems — Stanley
  - Katherine Burger
  - Migdalia Cruz
  - Elizabeth Egloff
  - Susan Flakes
  - Jennifer Johnston
  - Julia Jordan
  - Emily Mann
  - Suzan-Lori Parks
  - Kate Moira Ryan
  - Hanan al-Shaykh
- 1997-98 Moira Buffini — Silence és Paula Vogel — How I learned to drive
  - † Shelagh Stephenson — An experiment with an air-pump
  - Judith Adams
  - Kia Corthron
  - Tina Howe
  - Noelle Janaczewska
  - Barbara Lebow
  - Nicola McCartney
  - Lynn Nottage
  - Kathleen Tolan
- 1998-99 Jessica Goldberg — Refuge
  - † Judith Adams — The bone room és †Julie Hebert — The knee desires the dirt
  - Hilary Bell
  - Sara Clifford
  - Eve Ensler
  - Rebecca Gilman
  - Yazmine Judd
  - Liz Lochhead
  - Kira Obolensky
  - Diana Son
- 1999-00 Bridget Carpenter — Fall
  - † Elizabeth Kuti — Tree houses és †Dael Orlandersmith — The gimmick
  - Nicola Baldwin
  - Dolly Dhingra
  - Rebecca Gilman
  - Marie Jones
  - Emily Mann
  - Jenny McLeod
  - Suzan-Lori Parks
  - Freyda Thomas
  - Celeste Bedford Walker

### 2000-es évek
- 2000-01 Charlotte Jones — Humble boy
  - † Zinnie Harris — Further than the furthest thing, †Joanna Laurens — The three birds és †Naomi Iizuka — 36 views
  - Judith Adams
  - Alexandra Cunnigham
  - Eve Ensler
  - Nancy Ewing
  - Meredith Oakes
  - Annie Weisman
  - Sarah Woods
- 2001-02 Gina Gionfriddo — U.S. Drag és Susan Miller — A map of doubt and rescue
  - † Julia Jordan — Our boy
  - Kay Adshead
  - Rukhsana Ahmad
  - Julia Cho
  - Amy Freed
  - Carey Perloff
  - Kelly Stuart
  - Tracey Scott Wilson
- 2002-03 Dael Orlandersmith — Yellowman
  - † Bryony Lavery — Frozen
  - Claudia Allen
  - Helen Cooper
  - Charlotte Eilenberg
  - Kate Fodor
  - Debbie Tucker Green
  - Rinne Groff
  - Anne Ludlum
  - Heather McDonald
  - Theresa Rebeck és Alexandra Gersten-Vassilaros
- 2003-04 Sarah Ruhl — The clean house (Tiszta vicc)
  - Neena Beber
  - Jean Betts
  - Lin Coghlan
  - Zinnie Harris
  - Carson Kreitzer
  - Lisa Loomer
  - Abi Morgan
  - Ann Noble
  - Lucy Prebble
  - Polly Teale
  - Karen Zacarias
- 2004-05 Gurpreet Kaur Bhatti — Behzti (Dishonour)
  - † Chloë Moss — How love is spelt és †Heather Raffo — Nine parts of desire
  - Lesley Ayvasian
  - Rebecca Gilman
  - Joanna McClelland Glass
  - Bryony Lavery
  - Rebevva Lenkiewicz
  - Melanie Marnich
  - Mia McCullough
  - Katherine Thomson
  - Patricia Wettig
- 2005-06 Amelia Bullmore — Mammals és Elizabeth Kuti — The sugar wife
  - Kay Adshead
  - April De Angelis
  - Bathsheba Doran
  - Melissa James Gibson
  - Debbie Tucker Green
  - Linda Marshall Griffiths
  - Beth Henley
  - Oni Faida Lampley
  - Kira Obolensky
- 2006-07 Lucy Caldwell — Leaves, Sheila Callaghan — Dead City, Stella Feehily — O go my man és Abbie Spallen — Pumpgirl
- (nincs hivatalos első díjas, a négy szerző fejenként 4000 dollárt kapott)
  - Julia Cho
  - Katie Douglas
  - Amy Fox
  - Julia Jordan
  - C. Michéle Kaplan
  - Nell Leyshon
  - Tamsin Oglesby
  - Francine Volpe
- 2007-08 Judith Thompson — Palace of the end
  - † Lisa McGee — Girls and dolls, †Jenny Schwartz — God's ear és †Polly Stenham — That face
  - Linda Brogan
  - Julie Marie Myatt
  - Victoria Stewart
  - Lydia Diamond
  - Bryony Lavery
  - Linda McLean
- 2008-09 Chloë Moss — This wide night
  - † Lucinda Coxon — Happy now?
  - Anapuma Chandrasekhar
  - Ann Marie Healy
  - Michele Lowe
  - Elizabeth Meriwether
  - Lynn Nottage
  - Kaite O'Reilly
  - Amy Rosenthal
  - Esther Wilson
- 2009-10 Julia Cho — The language archive
  - Anne Baker
  - Melissa James Gibson
  - Lucy Kirkwood
  - Young Jean Lee
  - Rebecca Lenkiewicz
  - Hannah Moscovitch
  - Lizzie Nunnery
  - Lucy Prebble
  - Abbie Spallen

### 2010-es évek
- 2010-11 Katori Hall — Hurt village
  - Lisa D'Amour
  - Sam Burns
  - Frances Ya-Chu Cowhig
  - Georgia Fitch
  - Lisa Kron
  - Tamsin Oglesby
  - Anne Washburn
  - Joy Wilkinson
  - Alexandra Wood
- 2011-12 Jennifer Haley — The nether
  - Johnna Adams
  - Alice Birch
  - Madeleine George
  - Nancy Harris
  - Zinnie Harris
  - Jaki McCarrick
  - Molly Smith Metzler
  - Meg Miroshnik
  - Alexis Zegerman
- 2012-13 Annie Baker — The flick
  - Karen Ardiff
  - Jean Betts
  - Deborah Bruce
  - Katherine Chandler
  - Amy Herzog
  - Dawn King
  - Laura Marks
  - Jenny Schwartz
  - Francine Volpe
- 2013-14 Lucy Kirkwood — Chimerica
  - † Phoebe Waller-Bridge — Fleabag
  - Caroline Bird
  - Sheila Callaghan
  - Alexandra Collier
  - Lauren Gunderson
  - Joanna Murray-Smith
  - Lucy Prebble
  - Theresa Rebeck
  - Beth Steel
- 2014-15 Tena Štivičić — 3 Winters
  - Clare Barron
  - Clara Brennan
  - Katherine Chandler
  - Frances Ya-Chu Cowhig
  - Lindsey Ferrentino
  - Zodwa Nyoni
  - Heidi Schreck
  - Ruby Rae Speigel
- 2015-16 Lynn Nottage — Sweat
  - Sarah Burgess
  - Suzan-Lori Parks
  - Dominique Morisseau
  - Sarah DeLappe
  - Bea Roberts
  - Noni Stapleton
  - Rachel Cusk
  - Sam Holcroft
  - Anna Jordan
- 2016–17 Clare Barron – Dance Nation
  - Zinnie Harris
  - Amy Herzog
  - Charlene James
  - Charley Miles
  - Dominique Morisseau
  - Lizzie Nunnery
  - Somalia Seaton
  - Jen Silverman
  - Penelope Skinner